# Крыжицкий, Константин Яковлевич
Константин Яковлевич Крыжицкий (17 [29] мая 1858, Киев — 4 [17] апреля 1911, Санкт-Петербург) — русский живописец-пейзажист, внёсший вклад в популяризацию школы Куинджи, люминесцентного пейзажа,  украинского пейзажа, академик и действительный член Императорской Академии художеств. Ученик художника М. К. Клодта. Основатель и первый руководитель Общества имени А. И. Куинджи.

## Биография
Из зажиточной купеческой семьи польского происхождения. Получив общее образование в Киевском реальном училище, посещал рисовальную школу Н. И. Мурашко (1875—1876). В 1877 поступил в Императорскую Академию художеств, где занимался в пейзажном классе под руководством профессора барона М. К. Клодта. Окончил академический курс в 1884 году со званием классного художника I степени и с малой золотой медалью, присуждённой ему за картину «Дубы». Повышен в степень академика (1889). Избран действительным членом Академии художеств (1900). С 1884 по 1906 преподавал рисование в Николаевском сиротском институте.
С 1891 года — экспонент Товарищества передвижных художественных выставок.
Много путешествовал, в 1890 году посетил Францию и Германию. В 1900 году работы художника экспонировались на Всемирной выставке в Париже, а в 1909 выставлялись в Мюнхене на Международной художественной выставке.
Работал не только маслом, но и акварелью, и карандашом, черпая мотивы для своих пейзажей преимущественно в природе Киевской губернии и окрестностей Петербурга. Большинство его картин появлялись на ежегодных академических выставках начиная с 1879 года, а акварелей — на выставках Общества русских акварелистов, деятельным членом которого он был с момента его основания. Был одним из организаторов (а с 1908 года — председателем) Общества художников имени А. И. Куинджи. Работы художника хранятся в Государственном Русском музее.
Путешествуя по родному краю, по Украине, он написал пейзажи: «Вид Подольской губернии», «Обрыв», «Речка Буг», «Украинские домики» и другие. Среди работ, посвященных Киеву и родному Днепру, известны следующие: «Киев», «В предместье Киева», «Разлив Днепра» и многие другие. В своих работах художник стремился передать различные эффекты освещения, что сближает его с импрессионистами. В то же время его пейзажи не лишены и некоторой декоративности, но в них всегда присутствует внутренняя жизнь природы во всём её богатстве. Мотивы его пейзажей просты и вместе с тем эмоционально насыщены, полны жизни и очарования.
Среди его произведений: «Гроза собирается» (1885), «Перед полуднем» (1886), «Зелёная улица» (1887), «Хутор в Малороссии» (1888), «Жар свалил, повеяло прохладой» (1889), «Лесные дали» (1889), «Майский вечер» (1886).
4 (17) апреля 1911 года покончил жизнь самоубийством в Петербурге. Похоронен, в соответствии с завещанием, на Смоленском православном кладбище (уч. 40, Петровская дорожка), неподалеку от захоронения Архипа Куинджи (впоследствии перенесенного в Некрополь мастеров искусств). Надгробный памятник ему был изготовлен его подругой Марией Диллон (от памятника к 2020 году сохранилась только гранитная скала, а бронзовая скульптура после 1917 года была переплавлена).
За годы своей жизни художник написал более четырёхсот картин.
В 1911 году в Санкт-Петербурге и в 1913 году в Москве прошли его мемориальные выставки.
Константин Яковлевич Крыжицкий был одним из наставников-преподавателей живописи у великой княгини Ольги Александровны. В память о художнике в 1912 году она основала Общество имени К. Я. Крыжицкого, главной целью которого было «оказание поддержки нуждающимся художникам и их семьям, ученикам и ученицам Академии, школ и частных мастерских». К. Крыжицкому Ольга Александровна посвятила свою картину «Фиорды» (ок. 1920). 

#### Семья
Жена (с 1885) — Ольга Алексеевна, урожд. Волосатова (1861—?)
Дети:
- Андрей Константинович Крыжицкий (ок.1885—28.11.1964), офицер. Участник Первой мировой войны, награжден орденом Св. Анны IV-й степени с надписью «За храбрость». Эмигрировал, жил во Франции.
- Георгий Константинович Крыжицкий (1895—1975), театральный режиссёр, критик, театровед и педагог. Его жена — Елена Александровна Некрасова (1904—1996), дочь Александра Федоровича Некрасова, племянника Н. А. Некрасова[9].
- Константин Константинович Крыжицкий (1897—?), подпоручик. После 1917 года — в войсках Восточного фронта. В эмиграции в Германии.
- Вера Константиновна Крыжицкая, в замуж. Попова (1896—?)

Внучка сестры Константина Яковлевича — Евгении Яковлевны Крыжицкой (в замуж. Ободовской; род. 1856) — Ирина Михайловна Ободовская (1906–1990) вместе со своим супругом Михаилом Алексеевичем Дементьевым (1900–1987) — авторы книг «Вокруг Пушкина» (1975), «После смерти Пушкина» (1980), «Пушкин в Яропольце» (1982) и «Н. Н. Пушкина» (1985), многое сделавшие для развития отечественной пушкинистики.

## Смерть
4 (17) апреля 1911 года Крыжицкий повесился в своём кабинете, оставив на столе предсмертную записку, в которой указал, что причина, побудившая его совершить самоубийство, — травля со стороны недоброжелателей. Крыжицкого обвиняли в плагиате: якобы он выставил картину, похожую на другую, ранее написанную художником Яковом Броваром. Всему виной стала фотография, использованная в процессе создания картины, которую Константин Яковлевич сам же и сделал в Беловежской пуще за двадцать три года до того. Ею же мог воспользоваться и Бровар, так как фотография была в свободной продаже. Идентичность картин заключалась только в том, что на них было изображено одно и то же дерево. История с обвинением в плагиате и поднявшаяся в прессе полемика страшно потрясли художника, что и привело к трагическому финалу.

## Галерея

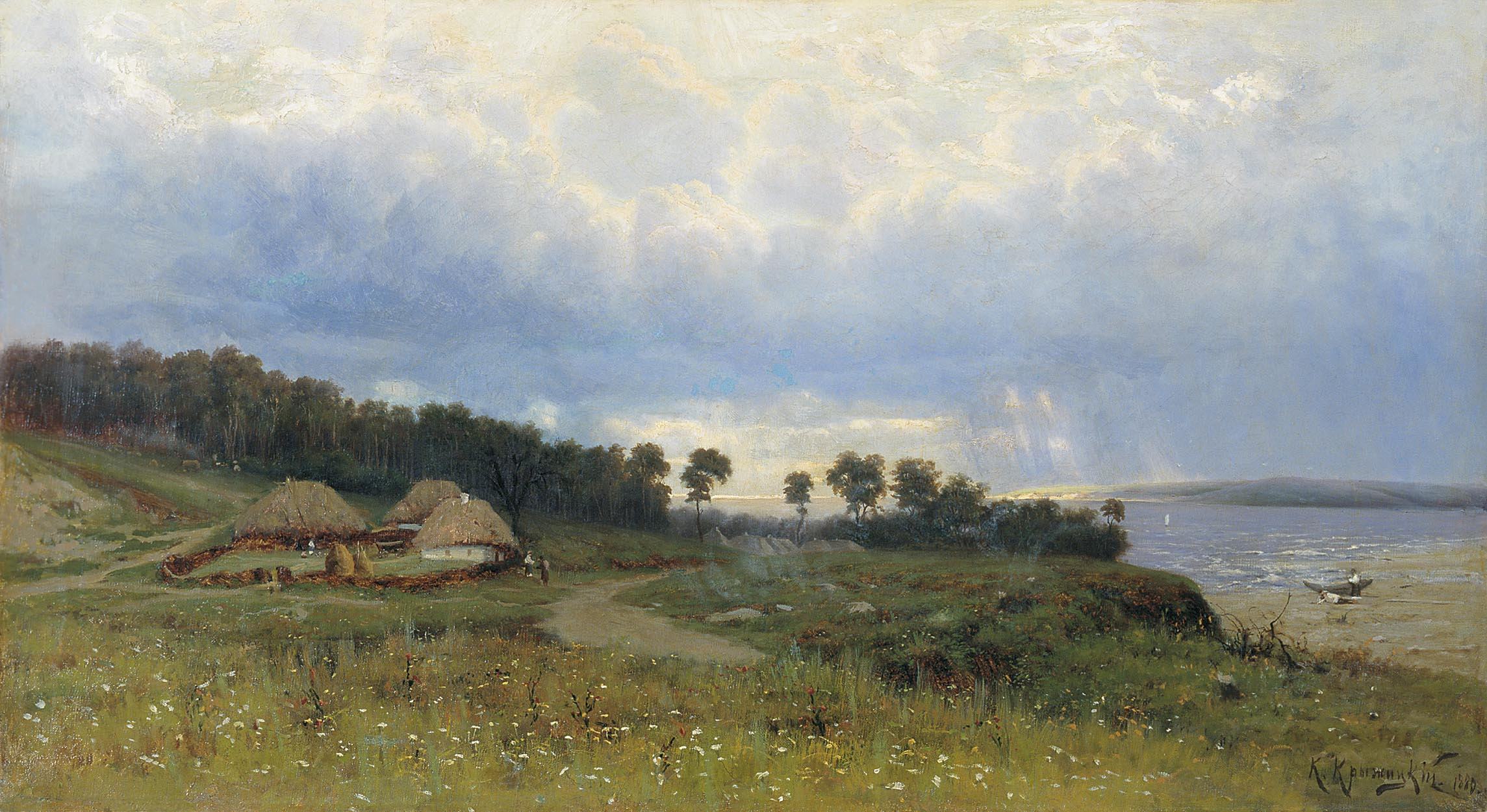
Перед дождём (1880)
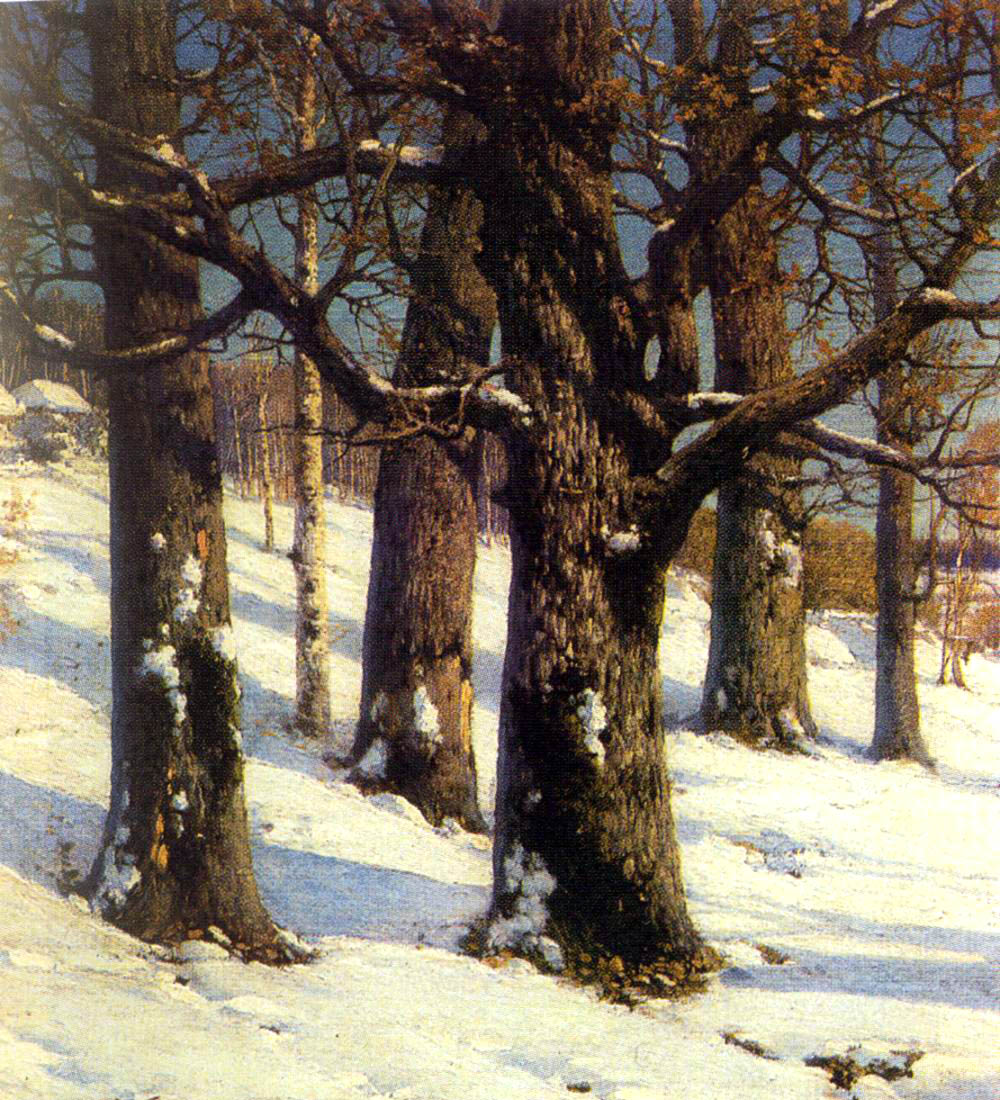
Дубы (1884)
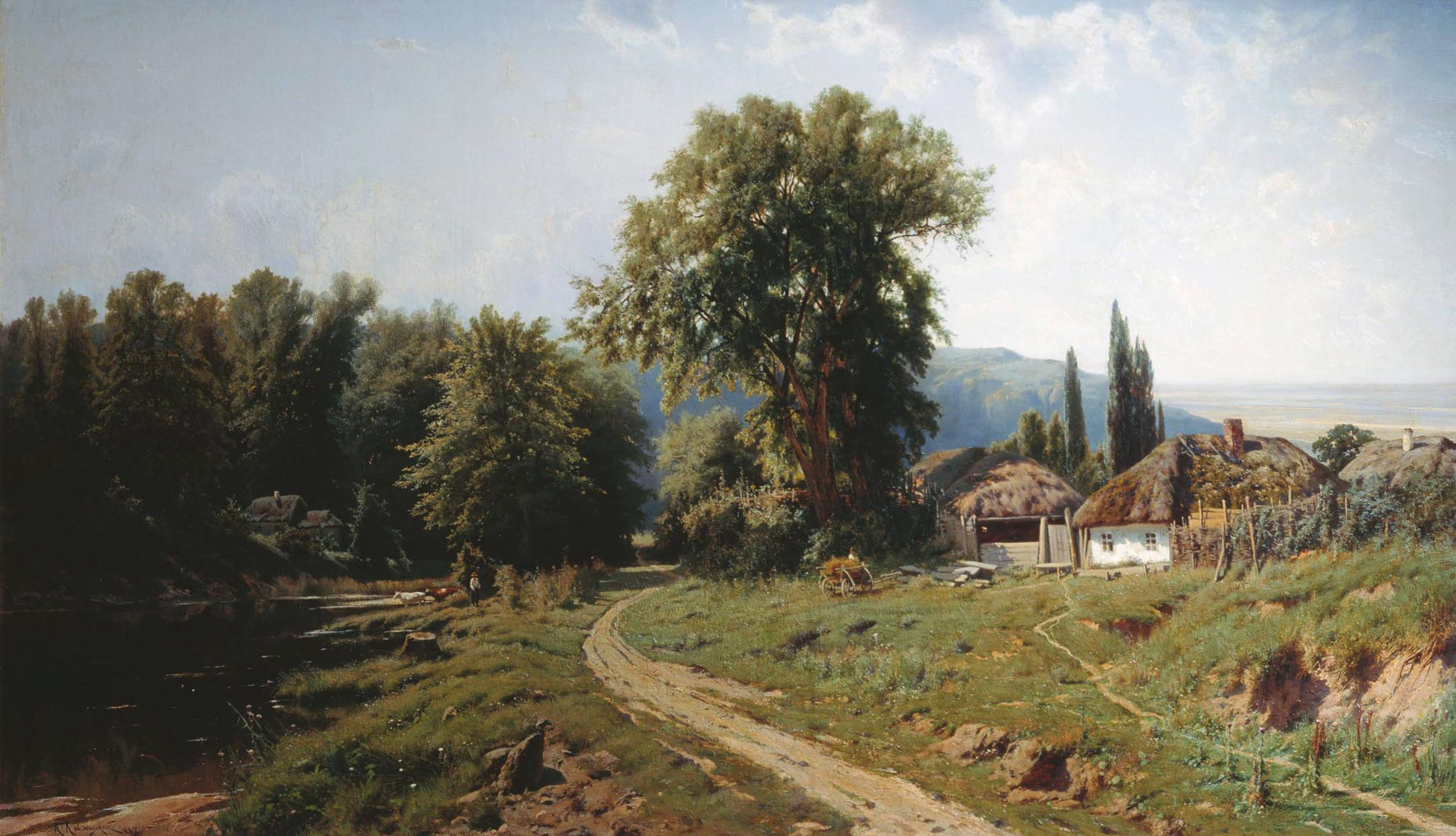
Хутор в Малороссии (1884)
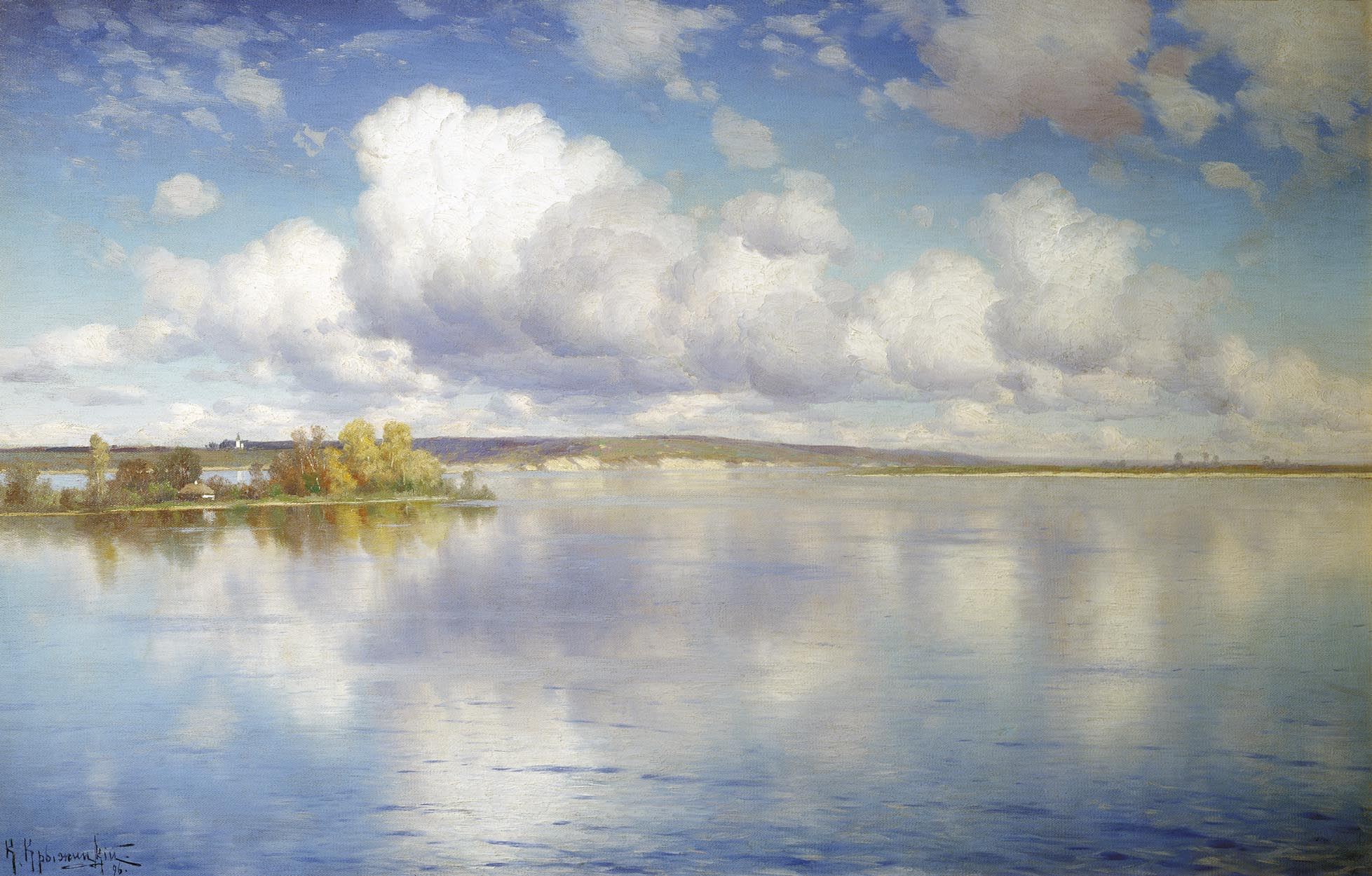
Озеро (1896)
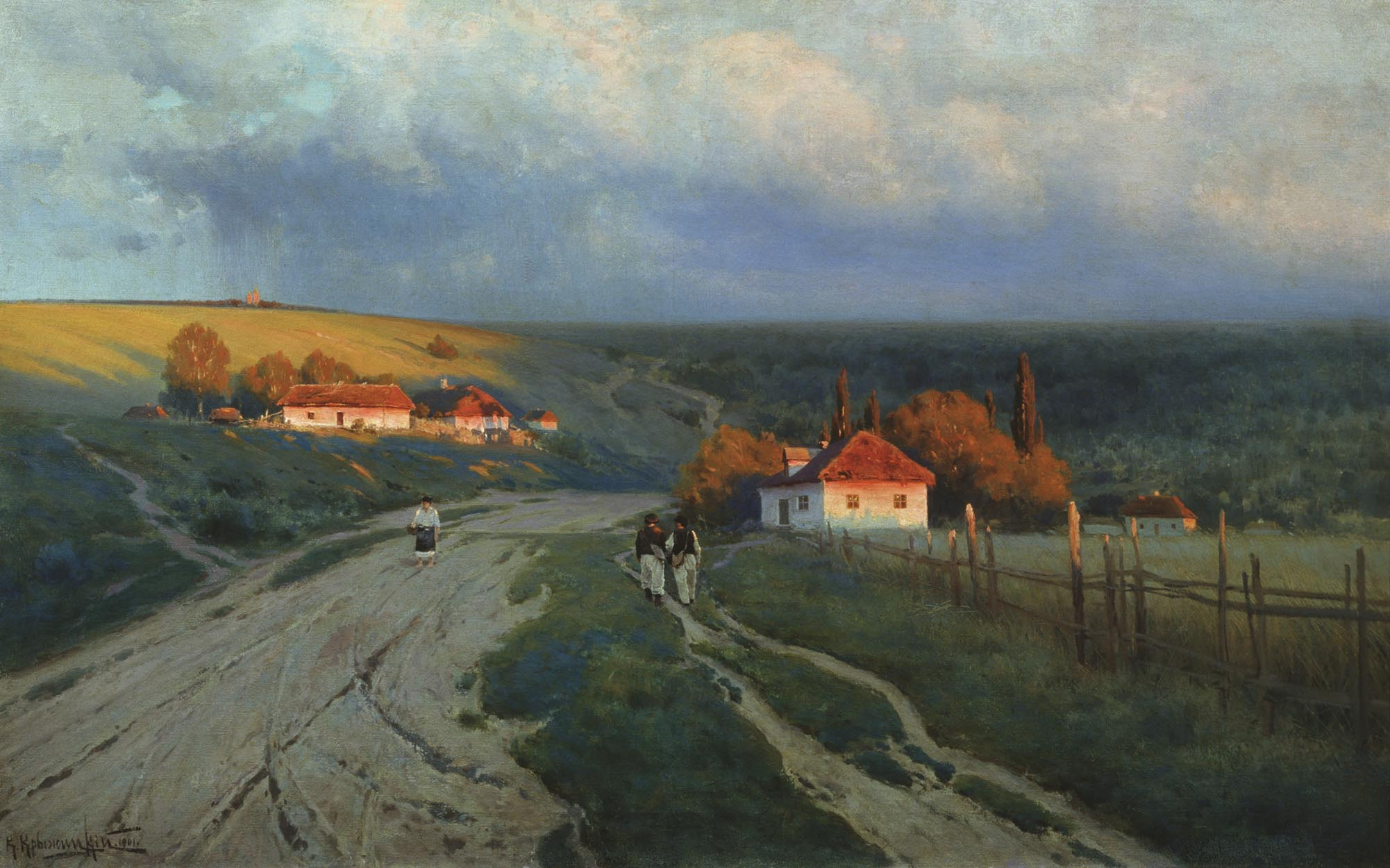
Вечер на Украине (1901)
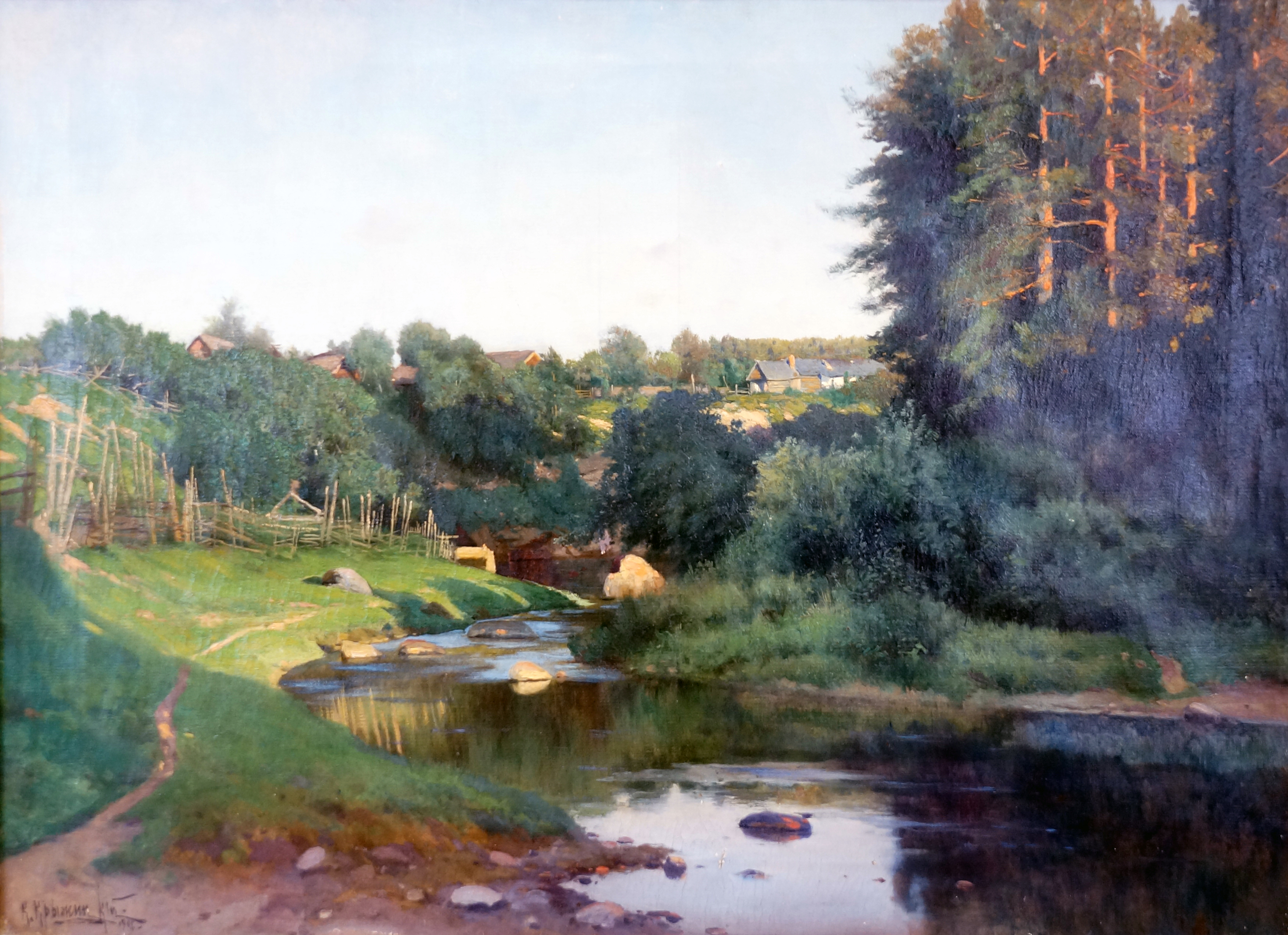
Деревня на берегу реки. Вечер (1905). Сочинский художественный музей